# Gruzijsko-turska granica
Granica između Gruzije i Turske duga je 273 km, a proteže se od obale Crnog mora na zapadu do tromeđe s Armenijom na istoku.

## Opis
Granica počinje na zapadu na Crnom moru, južno od Sarpija, a zatim nastavlja kopnom prema istoku nizom nepravilnih linija; zatim se lučno okreće prema jugoistoku, presijecajući jezero Kartsakhi, pa sve do armenske tromeđe. Zapadnu trećinu granice zauzima Gruzijska Autonomna Republika Adžarija.

## Povijest
Tijekom 19. stoljeća Kavkaz je bio poprištem sukoba velikih sila - Otomanskog Carstva na zalazu, Perzije i Rusije, koje se širila prema jugu. Rusija je do 1828. godine osvojila većinu perzijskih kavkaskih zemalja, a zatim je svoju pozornost usmjerila na Otomansko Carstvo. Drinopoljskim ugovorom iz 1829. (kojim je okončan Rusko-turski rat) Rusija je stekla većinu suvremene Gruzije (uključujući Imeretiju, Megreliju i Guriju), s tim da je granica razgraničena bila sjeverno od sadašnje granice Gruzije i Turske.
Sanstefanskim ugovorom, kojim je okončan Rusko-turski rat (1877. – 1878.), Rusija je dobila dodatni teritorij na području današnje istočne Turske, pomičući osmansko-rusku granicu prema jugozapadu.:str. 335. - 348. Ruski dobitak Batumija, Karsa i Ardahana potvrđen je Berlinskim ugovorom iz 1878., iako je Rusija bila prisiljena vratiti dio područja oko Bayazida (moderni Doğubayazıt ) i doline Eleşkirt.:str. 305. - 306
Tijekom Prvog svjetskog rata Rusija je napala istočna područja Osmanskog Carstva. U kaosu nakon Ruske revolucije 1917. nova je komunistička vlada se žurno pokušala povući iz rata, te je 1918. sklopila Mir u Brest-Litovsku s Njemačkom i Osmanskim Carstvom. Ovim ugovorom Rusija je vratila područja stečena ranijim San Stefanskim i Berlinskim ugovorom.
U nastojanju da steknu neovisnost od oba carstva, narodi južnog Kavkaza proglasili su 1918. Zakavkasku demokratsku Federativnu Republiku i započeli mirovne pregovore s Osmanlijama. Unutarnje nesuglasice doveli su do toga da je Gruzija napustila federaciju u svibnju 1918., a nedugo nakon toga slijedili su je Armenija i Azerbajdžan. Budući da su Osmanlije izvršile invaziju na Kavkaz i brzo se učvrstile, tri nove republike bile su prisiljene potpisati Batumski ugovor 4. lipnja 1918. kojim su priznale granicu prije 1878. godine. Osmanski dobici u Armeniji dodatno su učvršćeni Drinopoljskim ugovorom (1920.). U međuvremenu, Rusija je 1920. priznala neovisnost Gruzije Moskovskim ugovorom.
S Osmanskim Carstvom koje je bilo poraženo u Europi i Arabiji, savezničke sile planirale su ga podijeliti putem ugovora u Sèvresu 1920. godine. Sporazum je priznao gruzijsku i armensku neovisnost, dajući jednoj i drugoj državi ogromne teritorije u istočnoj Turskoj, s produženom armensko-gruzijskom granicom o kojoj će se odlučiti kasnije; Gruzija je trebala dobiti veći dio Lazistana. Turski nacionalisti bili su ogorčeni zbog ugovora, što je doprinijelo izbijanju Turskog rata za neovisnost; turski uspjeh u ovom sukobu učinio je Sèvres zastarjelim. Godine 1920. ruska Crvena armija izvršila je invaziju na Azerbajdžan i Armeniju, nakon čega je slijedila invazija Crvene armije na Gruziju 1921., čime je okončana neovisnost Gruzije. Osmanlije su iskoristili priliku za invaziju na jugozapadnu Gruziju, zauzevši Artvin, Ardahan, Batumi i druge zemlje. Kako bi izbjegli sveobuhvatni rusko-turski rat, dvije su zemlje u ožujku 1921. potpisale Moskovski ugovor kojim je izmijenjena sovjetsko-osmanska granica. Međutim, na terenu su se i dalje vodile borbe i pregovori su zastali. Odredbe ugovora kasnije su potvrđene Karškim ugovorom iz listopada 1921., čime je finalizirana granica Gruzije i Turske na njezinom sadašnjem položaju. Turska se odrekla svojih zahtjeva prema Batumiju, a radi zaštite većinski muslimanskog stanovništva tog područja je stvorena autonomna Adžarska ASSR. Zajednička sovjetsko-turska komisija je tada, od ožujka 1925. do srpnja 1926., na tlu razgraničila granicu. Nezavisnost Turske priznata je ugovorom iz Lausanne 1923. godine.
Gruzija je u početku zajedno s Armenijom i Azerbajdžanom bila uključena u Zakavkasku SFSR u sastavu SSSR -a, da bi se zatim 1936. odvojila kao Gruzijska SSR. Granica iz Karškog ugovora ostala je, unatoč povremenim sovjetskim zahtijevima za promjenom, osobito 1945. Turska je, uz podršku SAD-a, odbila raspravljati o tom pitanju, a Sovjeti su, tražeći bolje odnose sa svojim južnim susjedom, odustali od tog pitanja.
Nakon raspada SSSR-a 1991. Gruzija je stekla neovisnost i naslijedila svoj dio granice između Turske i SSSR-a. Turska je priznala neovisnost Gruzije 16. prosinca 1991. Protokol o uspostavljanju diplomatskih odnosa između dvije zemlje potpisan je 21. svibnja 1992. godine i njime je potvrđena njihova međusobna granica.

## Naselja uz granicu

### Gruzija
- Sarpi
- Vale
- Kartsakhi

### Turska
- Hopa
- Borçka
- Muratlı
- Düzenli
- Posof
- Türkgözü
- Çıldır
- Baltalı
- Akçıl
- Övündü

## Granični prijelazi
Uz granicu postoje tri prijelaza za promet vozilima i jedan za željeznički promet.
| Turske kontrolne točke | Pokrajina | Gtuzijske kontrolne točke | Pokrajina          | Otvoreno            | Ruta u Turskoj | Ruta u Gruziji | Status   |
| ---------------------- | --------- | ------------------------- | ------------------ | ------------------- | -------------- | -------------- | -------- |
| Sarp                   | Artvin    | Sarpi                     | Adžarija           | 31. kolovoza 1988   |                |                | Otvoreno |
| Posof-Türkgözü         | Ardahan   | Vale                      | Samtskhe–Javakheti | 12. srpnja 1995.    |                |                | Otvoreno |
| Çıldır-Aktaş           | Ardahan   | Kartsakhi                 | Samtskhe–Javakheti | 18. listopada 2015. |                |                | Otvoreno |
| Karakale               | Ardahan   | Kartsakhi                 | Samtskhe–Javakheti | 30. listopada 2017. | za Kars        | za Tbilisi     | Teretni  |

## Napomene
1. ↑  Granični prijelaz Çıldır-Aktaş – Kartsakhi border je otvoren 2015.,[24] 20 godina nakon što je njegovo otvaranje dogovoreno.[25] Gruzijski dekret o upravljanju granicom nije spominjao Kartsakhi od 1996.[26] do 2008.[27] Godine 2010. Turska i Gruzija su potpisale Memorandum o razumijevanju[28], a kasnije i sporazum[29] u svrhu olakšavanja granične i carinske suradnje, koji je uključivao i kontrolnu točku Çıldır-Aktaş – Kartsakhi. Ovo je postalo prioritet u kontekstu projekta željezničke pruge Baku–Tbilisi–Kars. Kartsakhi je uključen u sljedeću verziju gruzijskog dokumenta o upravljanju granicom.[30]
2. ↑  S obzirom da je željeznička pruga Baku–Tbilisi–Kars otvorena 2017.,[31] postalo je moguće da će se u budućnosti granicu moći prijeći i putničkim vlakom.[32] Do ljeta 2021., putnička linija još uvijek nije bila uspostavljena, a prugom voze samo teretni vlakovi.[33]